# Vitre
Pour les articles homonymes, voir Vitré.

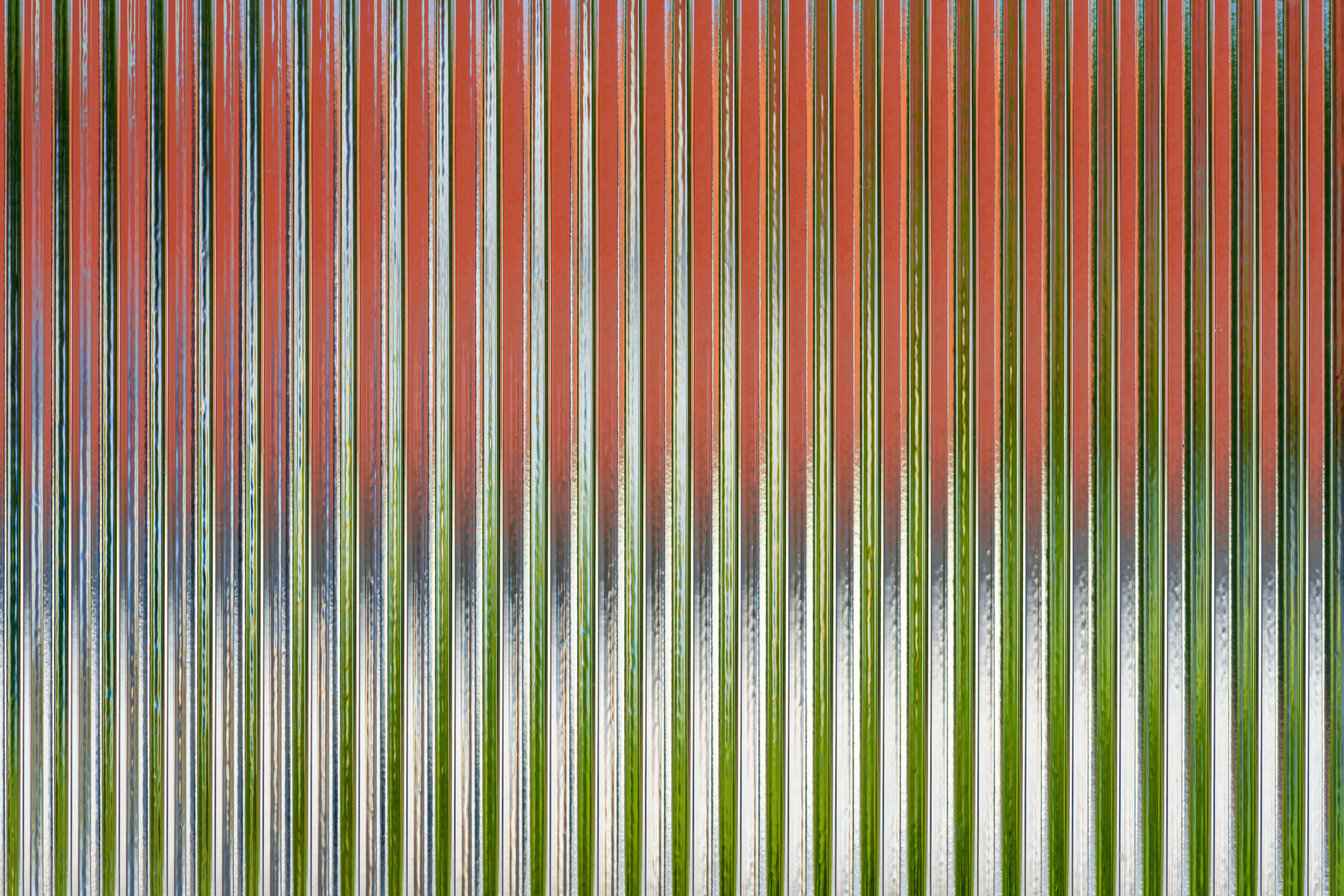
Lumière à travers une vitre à motifs : le rouge vient d'un toit, le vert d'une pelouse. Bonfeld de, village près de Bad Rappenau, Allemagne.

Une vitre est une plaque d'un matériau transparent (souvent du verre, mais aussi du plexiglas). On s'en sert notamment pour la fabrication des fenêtres.
Le vitrage ou thermos (au Québec) est une vitre encadrée dans un châssis de fenêtre. On utilise souvent le terme vitrage au lieu de vitre dans le domaine de la construction, car c'est l'ensemble qui doit être placé, analysé, conçu... 
Compte tenu de leur importance capitale et de leurs multiples fonctions au sein des bâtiments, les vitrages ont été et sont aujourd'hui encore l'objet d'améliorations constantes. On aboutit aujourd'hui à une gamme d'offre variée qui retient plusieurs facteurs : transparence, isolation thermique et phonique (double vitrage), entretien réduit... Certaines vitres sont spécifiques : anti-éclats (pare-brise) ou blindées (anti-effractions) par exemple.

## Propriétés thermiques
Particulièrement utile dans le domaine de la bioconstruction ou de l'architecture bioclimatique, les qualités ou facteurs des vitres suivants permettent une comparaison approfondie des types de vitres et poussent les constructeurs à innover pour atteindre de meilleures performances. 

### Le facteur solairegou transmission énergétique

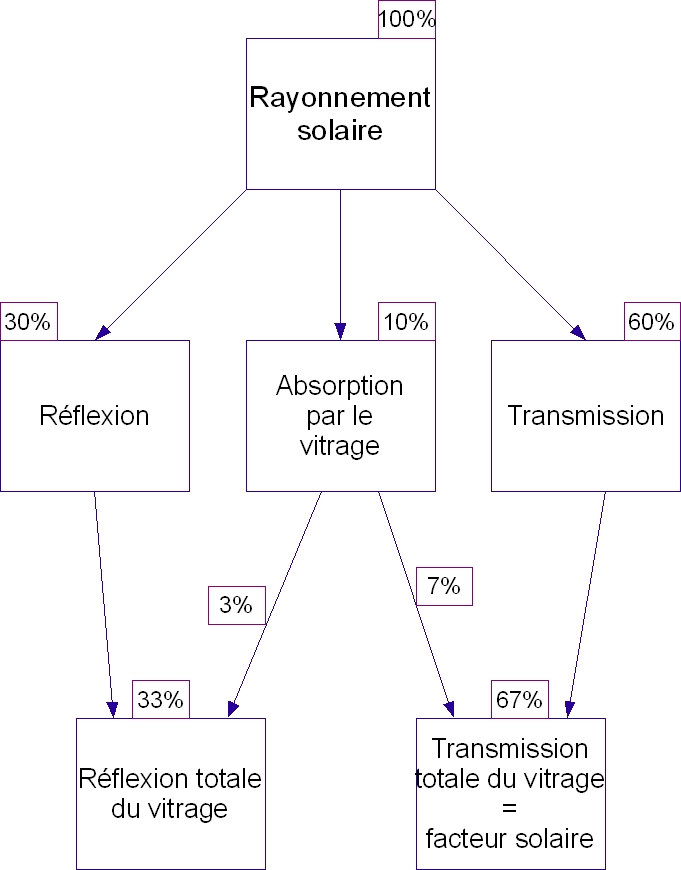
exemple des coefficients d'absorption, de transmission et de réflexion d'un vitrage

Le rayonnement solaire qui atteint une surface vitrée est réfléchi, transmis et absorbé dans des proportions variables suivant la nature du vitrage. On peut chercher à privilégier une seule de ces trois qualités (c'est le cas des immeubles de bureau qui cherchent à réduire la transmission lumineuse), mais suivant le cas on peut également garder une certaine harmonie dans ces trois facteurs.
C'est la proportion du flux énergétique que le vitrage laisse passer, qui s'exprime en pourcentage du rayonnement reçu, que l'on appelle facteur solaire g. Il représente la somme du rayonnement transmis et celle du rayonnement absorbé puis retransmis vers l'intérieur par le vitrage.

### La transmission lumineuseT
On l'appelle aussi coefficient de transparence, c'est le pourcentage de lumière solaire transmise. Elle ne mesure pas l'énergie transmise (sous forme calorifique) mais uniquement le pourcentage de la lumière transmise. 
Il existe des vitrages réfléchissants, ou absorbants, qui réduisent l'éblouissement dans les immeubles de bureau, mais ils réduisent également le facteur solaire. On peut trouver également des vitrages « dynamiques » qui peuvent s'obscurcir de façon réversible sous l'effet d'un faible courant électrique sur un gaz contenu dans du double vitrage. Enfin certains vitrages intercalent à des espaces réguliers des absorbeurs en argent qui réduisent la transmission lumineuse (40 %) et produisent de l'énergie thermique.

### La déperdition énergétiqueUou coefficient de transfert thermique
Le coefficient de transfert thermique se mesure en watts par mètre carré-kelvin (W/(m².K)), et correspond à la capacité d'un vitrage à stopper les déperditions de chaleur, appelées aussi déperditions thermiques. Plus le coefficient est faible, plus le vitrage est « isolant » (un vitrage possédant théoriquement la valeur 0.0 U n'occasionnerait aucune déperdition de chaleur).
Le coefficient de déperdition thermique peut être amélioré par l'emploi de solutions suivantes :
- ajout d'une deuxième ou troisième vitre : le double ou triple vitrage ;
- remplacement de l'air contenu entre les deux vitres par un gaz rare plus lourd que lui, type argon ou krypton ;
- revêt d'un couche métallisée, type argent ou aluminium, sur la face interne d'un vitrage pour réfléchir la chaleur.
- augmentation de la distance séparant deux vitrages et donc du volume d'air présent entre les deux (Pour des épaisseurs qui restent « faibles » (environ 20 mm pour de l'air[1]), car au-delà, la résistance thermique sera inchangée à cause de l'installation de la convection).

### L'effet de serre
Les matériaux ou corps transparents possèdent la capacité de laisser passer les ondes infrarouges de faible longueur d'onde, mais non de grande longueur d'onde. Lorsque le soleil frappe la surface d'un vitrage, celui-ci laisse pénétrer dans la pièce les ondes infrarouges qui entrent alors en contact avec les murs pour y être absorbées. La paroi s'échauffe alors et émet de la chaleur sous forme de rayonnement infrarouge à ondes longues qui ne peuvent pas retraverser le vitrage. La chaleur étant piégée dans la pièce, la température augmente : c'est l'effet de serre.
Cette propriété est valorisée par les triples ou quadruples vitrages pariétodynamiques ouverts qui se comportent comme des panneaux solaires aérothermiques permettant aussi une meilleure ventilation des bâtiments, tout en économisant l'énergie.

## Matériaux
- le verre
- le plexiglas
- des films plastiques aux propriétés spécifiques

## Vitrages anciens

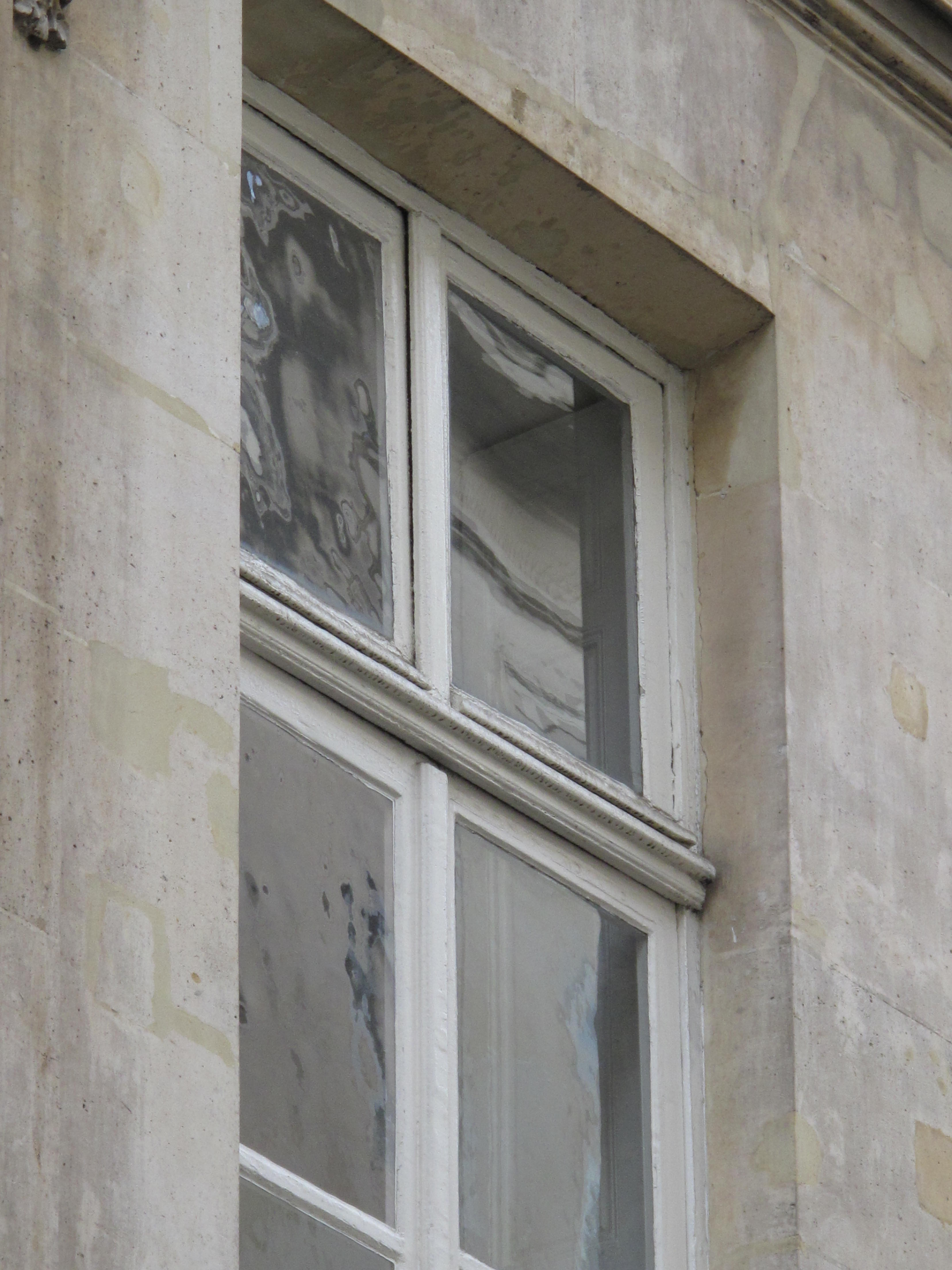
Fenêtre avec des vitres récentes (plates) et d'autres anciennes (légèrement ondulées).

Le verre plat à vitre (verre plat ou vitrum) fut inventé au Ier siècle avant l'ère commune par les Romains. Il s'agissait de verre coulé sur des lits de sable, des plateaux de bois ou des dalles de marbre poli puis étiré grâce à une pince mais son usage était relativement rare en cette période et — selon les découvertes archéologiques — réservé au thermes et en moindre nombre aux riches demeures notamment pompeiennes. Sénèque écrit au Ier siècle qu'il s'agissait d'une invention récente et de fait, il est attesté, selon les connaissances archéologiques actuelles toujours, que l'usage courant de son utilisation ne débute qu'à la moitié du Ier siècle de l'ère commune. Les fenêtres étaient auparavant et dans le même temps, obstruées par des peaux, panses ou vessies animales tendues et séchées, cornes ou de pierres spéculaires plus ou moins translucides mais suffisamment pour laisser passer la lumière et éclairer les pièces ce qui était son but premier, sans trop de déperdition de chaleur d'où l'utilisation occasionnelle de double vitrage en ce qui concerne les thermes, plutôt que celui d'avoir une vue de qualité sur l'extérieur. Sur les fenêtres anciennes, on voit parfois une combinaison de vitres d'âges très divers. Les vitres anciennes sont légèrement ondulées. Elles comportent parfois des petites bulles d'air dans le verre.
La miroiterie équipe les feuilles de verre d'une feuille d'étain ou de tain pour la rendre réfléchissante. Ce sont les glaces, d'abord fabriquées à Venise, ensuite dans la manufacture des Glaces créée par Colbert en 1665, en France.

## Vitrages énergétiquement performants

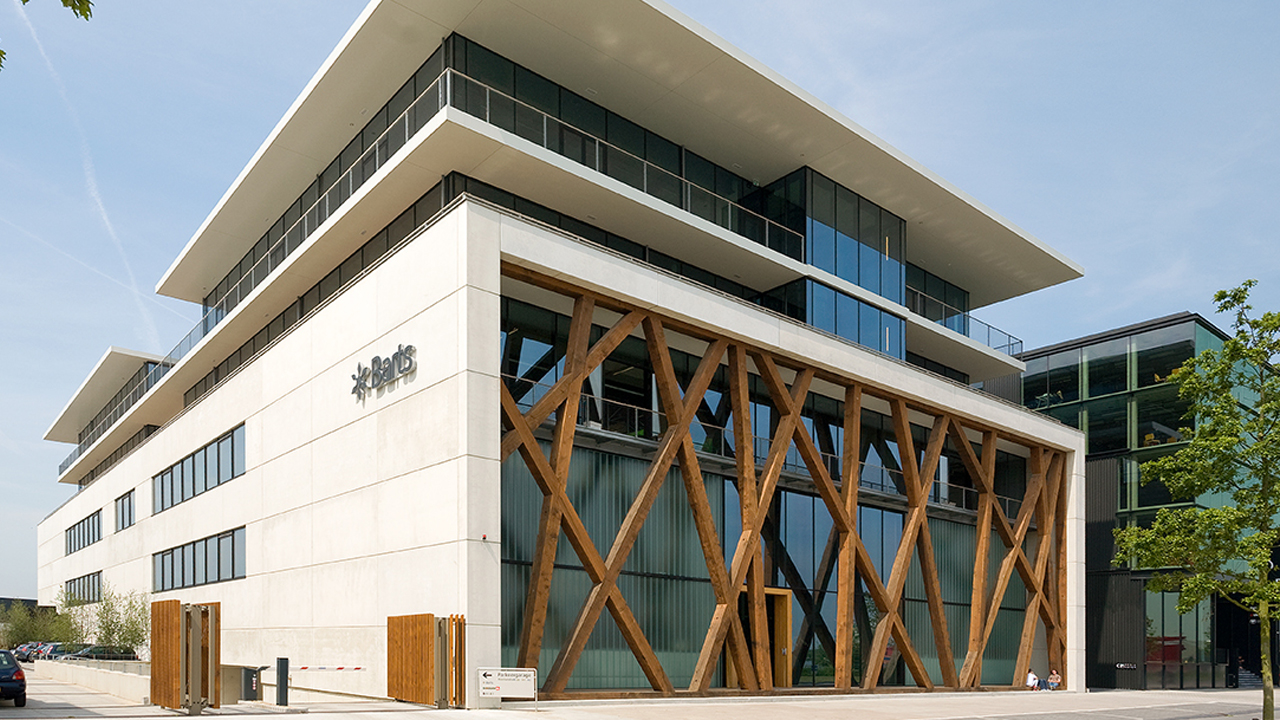
Large vitres dans un bureau près d'Amsterdam.

- Parmi les vitrages performants (doubles, triples vitrages ou double vitrage à film suspendu), on appelle « vitrage à basse émissivité » des vitrages recouvert d'un film « basse émissivité » ;
- Les vitrages « basse émissivité » qui contiennent entre leurs parois un gaz rare, sont eux-mêmes appelés vitrages à isolation renforcée. De tels vitrages suppriment une grande partie de la « radiation froide » émise par les différences de température et les mouvements de convection. Ils permettent ainsi une meilleure sensation de confort à température équivalente, et évitent la sensation de paroi froide et le risque de condensation sur la vitre ;
- Les vitrages pariétodynamiques, présentés comme révolutionnaires dans les années 1980 sont peu utilisés aujourd'hui[3].
Leur principe repose sur un réchauffement progressif de l'air extérieur entre les parois du vitrage avant son entrée dans la pièce ;
- Il existe aussi des « vitrages chauffants », fortement consommateurs d'énergie (les premiers modèles chauffaient autant l'air extérieur qu'intérieur. Le rayonnement infrarouge qu'elles émettent permettent d'éviter certains problèmes de condensation, un effet de paroi froide ou limiter une couche de neige sur une verrière. Ils sont par exemple utilisés au Canada. 
Les versions récentes utilisent un dépôt de quelques microns de microparticules de fer sur la surface interne du verre intérieur, intégré dans le vitrage et ainsi rendu invisible à l'œil et transformant la fenêtre en résistance électrique via un circuit électrique caché dans les profilés. La surface interne de la vitre extérieure est traitée pour être très isolante et « renvoyer » les infrarouges vers l'intérieur de la pièce. Ainsi, ce nouveau système de vitrage évite l'écueil dans lequel tombaient les tout premiers modèles : chauffer l'extérieur autant que l'intérieur. Une variante technique a été brevetée en 2005 par le CNRS de Grenoble. En 2013, selon les fabricants, la capacité d'isolation des meilleurs modèles permet une perte de seulement 7 % des calories en déperdition d'énergie ; leur puissance varie selon les modèles et les marques, avec une moyenne de 50 W/m2, induisant une consommation de 750 watts pour chauffer une pièce de 15 m2 bien isolée, mais avec un vitrage devant occuper au moins un tiers de la pièce pour pouvoir être utilisée comme chauffage principal. Une seule face de la vitre chauffe ; à orienter vers l'intérieur pour supprimer la condensation ou chauffer, ou vers l'extérieur pour faire fondre la neige ou le givre. C'est une solution encore très coûteuse (« au moins 900 €/m2 pour une vitre nue et 1 200 €/m2 en 2013 en comptant l'installation de tout le dispositif »), et donc principalement adaptées aux besoins et aux moyens financiers de grands musées, hôtels, piscines...

## Impacts environnementaux
La production de vitrages a un impact environnemental (consommation d'énergie, empreinte écologique) significatif, mais qui semble pouvoir être pour partie remboursé par leurs qualités d'isolation ou de captation d'énergie (phénomène d'« effet de serre ») quand elles sont bien utilisées.
Le verre est théoriquement facilement recyclable, plus difficilement pour certains vitrages techniques.
Un autre impact est que les vitres sont sources de collisions avec les oiseaux (et plus rarement avec d'autres mammifères), les vitres éclairées de l'intérieur sur les grands immeubles, les vitres utilisés en bordure de voie de circulation comme « mur anti-bruit » ou les grandes vitres ou des grands plans vitrés reflétant le ciel ou l'environnement peuvent leurrer les oiseaux qui s'y fracassent en grand nombre selon les études qui ont été faites dans divers pays depuis les années 1980. Diverses solutions existent pour matérialiser la présence du verre pour les oiseaux et prévenir une grande partie des collisions.